# 長友克洋
長友 克洋（ながとも よしひろ、1970年12月29日 - ）は、日本の政治家。立憲民主党所属の衆議院議員（1期）。神奈川県議会議員（4期）、相模原市議会議員（2期）を歴任。議会登録名などは、長友よしひろ。

## 来歴
神奈川県相模原市緑区橋本生まれ、大沢育ち。長友学園橋本幼稚園・大沢幼稚園、相模原市立大沢小学校、大沢中学校、神奈川県立弥栄西高等学校（現・神奈川県立相模原弥栄高等学校）を経て法政大学法学部卒業。在学中より衆議院議員の藤井裕久事務所に入所し約9年間秘書を務める。公設秘書まで務めたのち、退職。
1999年4月執行の相模原市議会議員選挙に初当選し、2期務める。
2007年4月8日執行の神奈川県議会議員選挙に相模原市緑区選挙区から民主党公認で立候補し、初当選。県議は4期務める。
2019年12月12日、国民民主党が次期衆院選神奈川14区に長友を擁立すると発表。2020年9月、旧立憲民主党と旧国民民主党の一部が合流して結成された（新）立憲民主党に参加。旧立憲民主党は神奈川14区に県議の寺崎雄介の擁立を決めており、両者の調整が課題となったが、同年11月には長友を衆議院神奈川14区に擁立し、寺崎は第26回参議院議員通常選挙神奈川県選挙区に擁立することが決まった（参院選で寺崎は落選）。
2021年7月14日、県議を辞職。同年10月31日執行の第49回衆議院議員総選挙に、立憲民主党公認で神奈川14区から重複立候補したが、選挙区では自由民主党前職の赤間二郎に敗れ、比例区でも落選。
2024年10月27日執行の第50回衆議院議員総選挙に、立憲民主党公認で神奈川14区から重複立候補。選挙区では自由民主党前職の赤間に敗れたが、比例区で復活当選を果たした。

## 選挙歴
| 当落 | 選挙                       | 執行日         | 年齢 | 選挙区             | 政党       | 得票数     | 得票率 | 定数 | 得票順位 /候補者数 | 政党内比例順位 /政党当選者数 |
| ---- | -------------------------- | -------------- | ---- | ------------------ | ---------- | ---------- | ------ | ---- | ------------------ | ---------------------------- |
| 当   | 1999年相模原市議会議員選挙 | 1999年4月11日  | 28   | ーー               |            | ーー票     | ーー   |      | /                  | /                            |
| 当   | 2003年相模原市議会議員選挙 | 2003年4月7日   | 32   | ーー               | 自由党     | 6182票     | ーー   | 46   | 1/58               | /                            |
| 当   | 2007年神奈川県議会議員選挙 | 2007年4月8日   | 36   | 相模原市選挙区     | 民主党     | 2万4319票  | ーー   | 9    | 3/12               | /                            |
| 当   | 2011年神奈川県議会議員選挙 | 2011年4月10日  | 40   | 相模原市緑区選挙区 | 民主党     | 2万5453票  | ーー   | 2    | 2/3                | /                            |
| 当   | 2015年神奈川県議会議員選挙 | 2015年4月12日  | 44   | 相模原市緑区選挙区 | 民主党     | ーー票     | ーー   | 2    | /2                 | /                            |
| 当   | 2019年神奈川県議会議員選挙 | 2019年4月7日   | 48   | 相模原市緑区選挙区 | 国民民主党 | 2万8793票  | ーー   | 2    | 1/3                | /                            |
| 落   | 第49回衆議院議員総選挙     | 2021年10月31日 | 50   | 神奈川県第14区     | 立憲民主党 | 11万6273票 | 46.24% | 1    | 2/2                | 6/5                          |
| 比当 | 第50回衆議院議員総選挙     | 2024年10月27日 | 56   | 神奈川県第14区     | 立憲民主党 | 7万4238票  | 36.13% | 1    | 2/5                | 5/6                          |